# 国貞廉平
国貞 廉平（くにさだ れんぺい、天保12年3月22日〈1841年5月12日〉 - 明治18年〈1885年〉1月18日）は、日本の武士（長州藩士）、官僚。愛知県令。諱・景孝、景廉、景行。通称・鶴之進、直之進、直人、晩年には廉平。変名・逸水清助。雅号・韓山。

## 経歴
天保12年（1841年）3月22日、長門国萩城下松本村で長州藩士・国貞要助の嫡男として生まれた。
藩校・明倫館で学び、万延元年（1860年）江戸の有備館に入り、大橋訥庵の指導も受けた。文久2年（1862年）藩世子・毛利元徳の近侍となる。
慶応2年（1865年）1月、鎮静会議員に加わり内乱の収拾に尽力。慶応2年（1866年）5月、干城隊頭取兼文学寮都講となり、さらに国政方を務めた。幕長戦において同慶応2年末に小倉藩との和議を担当。慶應3年（1867年）11月、上京諸隊の参謀を務めた。
明治元年（1868年）に帰藩し、御用所役に就任。以後、参政・山口藩権大参事、同少参事などを歴任。明治2年（1869年）12月に諸隊脱走兵反乱への対応を行う。明治7年（1874年）、内務省に出仕し、名東県参事、愛知県参事、同大書記官を歴任。
明治13年（1880年）3月8日、愛知県令に就任。自由民権運動の最盛期であり、県会と衝突を重ねたが、備荒儲蓄法、公娼・席貸営業廃止運動については県会と協力して推進した。
明治18年（1885年）1月18日、在任中に肺炎のため病死した。

## 栄典・授章・授賞
- 1885年（明治18年）1月17日 - 正五位[5]